# نادي فوليرينغا
نادي فوليرينغا لكرة القدم (بالنرويجية: Vålerenga Fotball) هو نادي كرة قدم نرويجي مقره في العاصمة أوسلو. تأسس في عام 1913 ويأخذ اسمه من حي فوليرينغا.

## ألقاب شرفية
- الدوري النرويجي الممتاز:
  - الفائز (5): 1965، 1981، 1983، 1984، 2005
  - الوصيف (3): 1948–49، 2004، 2010
- كأس النرويج لكرة القدم:
  - الفائز (4): 1980، 1997، 2002، 2008
  - الوصيف (2): 1983، 1985
- كأس السوبر:
  - الوصيف (1): 2009
- كأس لا مانغا:
  - الفائز (1): 2007

## روابط خارجية
- الموقع الرسمي